# Сухомлинов Олексій Миколайович
Сухомлинов Олексій Миколайович (пол. Lech Aleksy Suchomłynow; нар. 1974, Хрустальний), доктор філологічних наук, професор, академік Української технологічної академії по відділенню соціально-гуманітарних технологій. З 1993 року головує у Бердянському польському культурно-освітньому товаристві «Відродження», очолює Спілку польських учених Бердянська. Член Всесвітньої ради досліджень над польською діаспорою.

## Біографія
У 1997 році закінчив Бердянський державний педагогічний інститут. Протягом 1998—2001 років навчався в аспірантурі Жешувського університету (Польща). У 2004 році в Інституті філології Київського національного університету імені Тараса Шевченка захистив кандидатську дисертацію «Проза Ярослава Івашкевича міжвоєнного періоду: топіка і функціональність польсько-українського пограниччя», а в 2013 — докторську «Художні Етнокультурні моделі літератури польсько-українського пограниччя ХХ століття» за спеціальностями «література слов'янських народів» і «порівняльне літературознавство».
Науковий доробок Сухомлинова О. М. складається з понад 150 публікацій, у тому 7 монографічних досліджень. Роботи систематично публікуються закордоном, зокрема у Польщі, Румунії тощо. Дослідник неодноразово брав участь у закордонних грантових дослідженнях і стажуваннях, представляв власні наукові напрацювання в Італії, Литві, Польщі, Португалії, Румунії, Туреччині, Франції. Наукові дослідження Сухомлинова Олексія присвячені проблемам прояву форм пограничності та багатокультурності. У наукових працях досліджено літературознавчий і антропологічний аспекти культурної, мовної та релігійної інтерференції, розглянуто складні питання польсько-українських лімінільних текстів, цивілізаційно-культурного пограниччя літератури сучасної Туреччини та традиції толерантності поліетнічної Буковини.
Наукові напрацювання Сухомлинова О. М. є результатом багаторічної дослідницької роботи над проблемою багатонаціональності та міжкультурних контактів. Учений ретельно вивчив напрацювання своїх попередників й уміло використав новітні методологічні праці, в яких польські, українські, швейцарські, бельгійські, англійські антропологи культури репрезентують інтердисциплінарний, відмінний від попередніх, спосіб трактування проблематики пограниччя культур. На тлі сучасного розмаїття термінів та підходів до вивчення питання культурної пограничності надзвичайно важливим є намагання дослідника представити різноманітні візії мультикультуралізму, інтеркультуралізму, полікультурності, полілогу культур тощо. Наукові праці цього автора є своєрідним компендіумом знань про спільні етнокультурні простори, передовсім їхні втілення в літературних метатекстах.
Сухомлинов є членом редакційних колегій вітчизняних та зарубіжних наукових видань, серед іншого наукових журналів Сілезького університету в Катовицях (факультет етнології та освітніх наук) «Edukacja Międzykulturowa», Вищої державної професійної школи в Каліші «Studia Kaliskie — Studia Calisiensia», Університету Кюрі-Склодовської (факультет політичних наук) «Annales Universitatis Mariae Curiae-Sklodowska. Balcaniensis et Carpathiensis», Науковий журнал Інституту славістики Польської академії наук «Slavia Meridionalis», «Київські полоністичні студії» та членом спеціалізованих учених рад із захисту дисертацій Київського національного університету імені Тараса Шевченка та Бердянського державного педагогічного університету.

## Нагороди та відзнаки
Сухомлинов Олексій Миколайович є кавалером ордену «Заслуги Речі Посполитої Польщі», нагороджений відзнакою міністра культури і національної спадщини Польщі «Заслужений для польської культури», відзнака міністра культури і національної спадщини Польщі «Заслужений для польської культури Gloria Artis», медаллю «За вагомий внесок у розвиток міста Бердянська». У 2019 році Сухомлинов Олексій отримав нагорода Комітету мовознавства Польської академії наук за особливі досягнення у галузі мовознавства у категорії колективна праця за монографію «Świadectwo zanikającego języka. Mowa polska na Bukowinie: Rumunia-Ukraina» (Варшава, 2018; співавтори: Helena Krasowska, Magdalena Pokrzyńska).

## Персональний сайт
http://suchomlynow.pl

## Список наукових публікацій
http://suchomlynow.pl/publikacje